# جيمس هاريس (لاعب كريكت)
جيمس هاريس (بالإنجليزية: James Harris)‏ (1 أكتوبر 1838 في المملكة المتحدة - 30 نوفمبر 1925 في المملكة المتحدة) هو لاعب كريكت بريطاني (وحمل سابقاً جنسية المملكة المتحدة لبريطانيا العظمى وأيرلندا).